# Didier Méda
Didier Méda (8 ottobre 1963 – 2000) è stato uno sciatore freestyle francese.

## Palmarès
| Anno | Manifestazione            | Sede        | Evento | Risultato | Prestazione | Note  |
| ---- | ------------------------- | ----------- | ------ | --------- | ----------- | ----- |
| 1986 | Mondiali                  | Tignes      | Salti  | 4º        | -           |       |
| 1988 | Giochi olimpici invernali | Calgary     | Salti  | Argento   | 380.77      | [ 2 ] |
| 1989 | Mondiali                  | Oberjoch    | Salti  | Argento   | 352.29      |       |
| 1991 | Mondiali                  | Lake Placid | Salti  | 7º        | -           |       |
| 1992 | Giochi olimpici invernali | Albertville | Salti  | Bronzo    | 219.44      | [ 2 ] |

## Coppe e meeting internazionali
1986-87
- Bronzo nella Coppa del Mondo di salti

1988-89
- Bronzo nella Coppa del Mondo di salti

1990-91
- Argento nella Coppa del Mondo di salti